# Станислава Азова
Станислава Димитрова Азова (Ава, извън България използва AVA) е българска певица.

## Биография и творчество
Станислава Азова е родена на 8 май 1976 в Бургас. През 1995 г. завършва музикалното училище в Бургас, а през 2001 г. – ДМА „Панчо Владигеров“ със специалност „Пиано“.
Професионално се занимава с пеене от 1998 г. като част от дамското трио 3D, в което е отговорна за хореографията. Членове на групата са още Милена Иванова и Виолета Георгиева. Издават две песни – „Бяла луна“ и „Ключ към сърцето“, като втората се превръща в хит. През 2001 г. групата се разпада. През 2005 г. на церемонията по връчването на годишните музикални награди на телевизия ММ е наградена в категорията „Най-добра изпълнителка за 2004 г.“.
През 2006 г. Ава работи със Star Tattooed и подписва договор с Airplay Records (Universal France). Ремикса на „Make Me High“, която се върти от европейски радиостанции, са направени от Енцо Мори и Стивън Кларк – тяхната радио версия е избрана за основна версия за радио излъчване и клип. Самата песен е избрана за саундтрак към едно от модните ревюта, провели се в Париж и излъчени по Fashion TV.
През 2018 г. участва в българския филм „Лъжливи рими“.

## Дискография
- Ava
- Мода (So 80's Mix)
- Не ме боли
- Може би
- Текила с лед
- Rain
- Плачеш ли или вали
- Всичко в мен
- Още вярвам в теб
- Мода
- I Love You
- Tell Me Why
- Още вярвам в теб (ММ награди 2004)